# Bill Medley
William Thomas Medley (ur. 12 września 1940 w Santa Ana) – amerykański piosenkarz, autor tekstów. Członek duetu The Righteous Brothers.
Śpiewa basowo-barytonowym głosem. Wyprodukował wiele piosenek The Righteous Brothers, m.in. „You’ve Lost That Lovin’ Feelin’”, „Unchained Melody” i „Soul and Inspiration”. Największą popularność przyniósł mu singel „(I’ve Had) The Time of My Life” wykonany w duecie z Jennifer Warnes.

## Wczesne życie
Urodził się w Santa Ana w Kalifornii w rodzinie z tradycjami muzycznymi. Ojciec Arnol grał na saksofonie, a matka Irma była wokalistką oraz grała na fortepianie we własnym zespole swingowym. Uczęszczał do szkoły średniej Santa Ana High School, którą ukończył w 1958 roku. Wychowywał się jako prezbiterianin i śpiewał w chórze kościelnym. Zainteresował się muzyką R&B, słuchając czarnej muzyki w stacjach radiowych, a jego ulubionymi wykonawcami byli: Little Richard, Ray Charles, Bobby Blue Bland i B.B. King.

## Kariera
Wraz ze swoim przyjacielem Donem Fiduccią założył zespół The Romancers, który również grał na gitarze, potem zaczął pisać piosenki i nagrywać wielościeżkowe nagrania w swoim pokoju. W wieku 19 lat napisał dwie piosenki dla zespołu The Diamonds: „Womaling” i „Chimes of My Heart”. Następnie w 1960 wraz z Donem Fiduccią, Sal Fasulo i Nickiem Tuturro założył zespół The Paramours, do którego później dołączyli Mike Rider i Barry Rillera. Zespół swój pierwszy płatny koncert zagrał w restauracji „Little Italy” w Anaheim, a w 1961 podpisał kontakt z Smash Records, filią Mercury Records i wydał utwory, takie jak „That’s The Way We Love” i „Miss Social Climber”.

### The Righteous Brothers

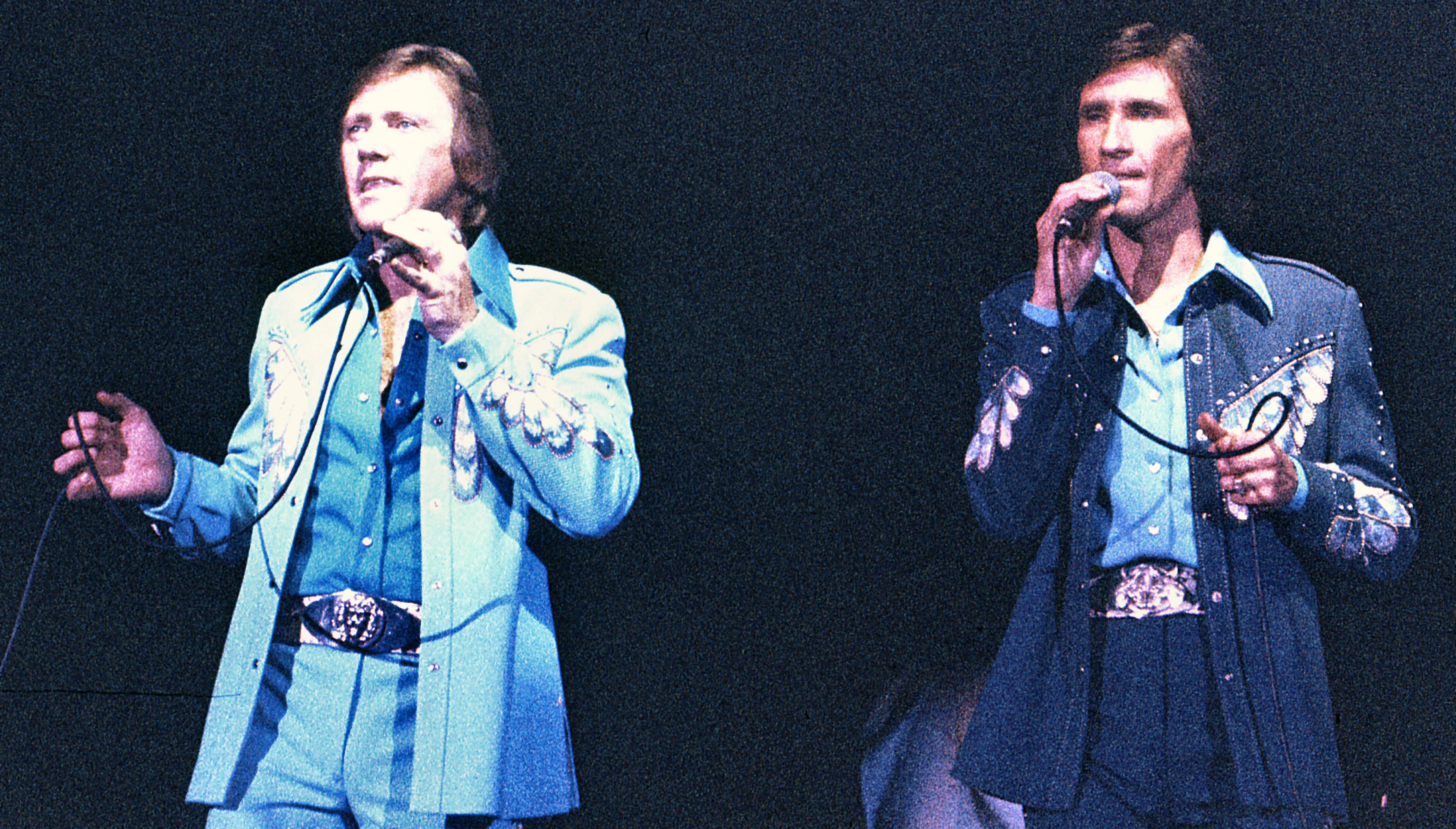
The Righteous Brothers podczas występu w Knott’s Berry Farm w Buena Park (Medley z prawej)

Wkrótce poprzez Barry’ego Rillera poznał Bobby’ego Hatfielda, u którego Barry Riller również grał w zespole z Anaheim – The Variations. W 1962 wraz z Bobbym Hatfieldem utworzył nową grupę, jednak zachowali nazwę Paramours, w skład której wchodził saksofonista John Wimber, który później założył ruch „The Vineyard Church”. Wystąpili w klubie nocnym „The Black Derby” w Santa Ana i w grudniu 1962 z małą wytwórnią Moonglow wydali singiel „There She Goes (She’s Walking Away)”. Jednak zespół nie odniósł dużego sukcesu i w 1963 roku się rozpadł, jednak Medley i Hatfield pozostali duetem. Medley i Hatfield przyjęli nazwę The Righteous Brothers, a ich pierwszym singlem był napisany przez Medleya „Little Latin Lupe Lu” wydany przez wytwórnię Moonglow. Medley nagrał również jako artysta solowy z wytwórnią Moonglow singiel pt. „Gotta Tell You How I Feel”, który jednak nie znalazł się na listach przebojów.
W 1964 zespół The Righteous Brothers wystąpił na koncercie w Cow Palace w San Francisco, podczas którego dyrygował im Phil Spector. Spector był pod wrażeniem duetu i wkrótce jego wytwórnia – Philles Records nawiązała z nimi współpracę. W 1965 roku we współpracy z Phile Spectorem nagrał swój pierwszy przebój „You Lost Lost Lovin 'Feelin”, który według wytwórni Broadcast Music jest najczęściej odtwarzaną piosenką w historii amerykańskiego radia, a także inne utwory, takie jak m.in.: „Unchained Melody” z Philles Records. W singlach takich jak: „You Have Lost That Lovin 'Feelin'” i „Just Once in My Life” śpiewał głównie Medley, jednak na kilku singlach, takich jak: „Unchained Melody” i „Ebb Tide”, Hatfield występował solo.
W 1966 po zakończeniu współpracy z Philem Spectorem duet podpisał kontrakt z Verve Records, z którym nagrali przebój „Soul and Inspiration”, jednak w 1968 duet został rozwiązany, gdyż Medley zdecydował się na karierę solową. Medley zaliczył trzy solowe występy w Las Vegas, jednak w wyniku obciążenia, spowodowanego karierą solową, Medley stracił na jakiś czas głos i za radą Bobby’ego Hatfielda, w 1974 reaktywowali razem The Righteous Brothers. Podpisali kontrakt z Haven Records, z którym nagrali hit pt. „Rock and Roll Heaven”. W 1976 roku, po tragicznej śmierci swojej pierwszej żony – Karen O’Grady, Medley postanowił zawiesić karierę muzyczną, by zaopiekować się swoim 10-letnim wówczas synem Darrinem. Duet ponownie został reaktywowany w 1981 roku podczas 30. edycji programu American Bandstand, w którym wykonali nową wersję utworu „Rock and Roll Heaven”.
Chociaż Medley częściej poświęcał się karierze solowej, dalej występował z Bobbym Hatfieldem jako The Righteous Brothers. W latach 90. duet ponownie stał się popularny dzięki utworowi pt. „Unchained Melody”, który w 1990 roku został użyty w filmie reżyserii Jerry’ego Zuckera pt. Uwierz w ducha. W marcu 2003 roku The Righteous Brothers został wprowadzony przez Billy’ego Joela do Rock and Roll Hall of Fame. Po śmierci Bobby’ego Hatfielda 5 listopada 2003 roku duet został rozwiązany. W styczniu 2016 roku Medley ogłosił reaktywację duetu, w którym jego nowym partnerem został Bucky Heard.

### Kariera solowa
W 1968 rozpoczął karierę solową utworem „Can Can Make It Alone” napisanym przez Carole King. Następne nagrał single, takie jak „Brown Eyed Woman” (napisany przez Barry’ego Manna i Cynthię Weil) oraz „Peace, Brother, Peace”, które były hitami listy przebojów Top 40 Pop. W 1969 zajął drugie miejsce z piosenką „Evie” autorstwa Jimmy’ego Webba na Festival Internacional da Canção w Rio de Janeiro oraz podczas ceremonii rozdania nagród Grammy 1969 wykonał utwór „Hey Jude”, a następnie podpisał kontrakt z wytwórnią A&M Records, z którym wydał wiele płyt. Jeden z utworów Medleya pt. „Freedom and Fear” z albumu Wings Michela Colombiera został nominowany do nagrody Grammy 1972 w kategorii Best Arrangement Accompanying Vocalist.
W 1980 wydał kilka albumów solowych z lat 70. i 80. W 1980 wydał album pt. Sweet Thunder, zawierający własną wersję utworu „Don't Know Much”, którego oryginalnym wykonawcami są Linda Ronstadt i Aaron Neville. W 1982 podpisał kontrakt z Planet Records, a później z RCA Records. W 1984 i 1985 na liście przebojów Hot Country Songs znalazło się pięć singli Medleya: „Til Your Memory's Gone”, „I Still Do”, „I've Always Got the Heart to Sing the Blues”, „Is There Anything I Can Do” i „Women in Love”.
W 1987 w duecie z Jennifer Warnes wykonał przebój „(I've Had) The Time of My Life”, który znalazł się na ścieżce dźwiękowej filmu reżyserii Emile Ardolino pt. Dirty Dancing i stał się popularny na całym świecie. Piosenka zajęła wysokie miejsca na listach przebojów w Stanach Zjednoczonych, Kanadzie i Wielkiej Brytanii oraz zdobyła nagrodę Grammy 1988 w kategorii Best Pop Performance by a Duo or Group with Vocals i Oscara 1988 w kategorii Najlepsza piosenka dla kompozytorów.
Inne popularne utwory Medleya to: „Most of All You”, użyty w motywie końcowym filmu reżyserii Davida S. Warda pt. Pierwsza liga, „Friday Night’s A Great Night For Football” z filmu reżyserii Tony’ego Scotta pt. Ostatni skaut oraz jako utwór tematyczny do spin-offu sitcomu Growing Pains – Just The Ten of Us. Współpracował także z Giorgio Moroderem, z którym w 1988 roku nagrał utwór pt. „He Ain’t Heavy, That’s My Brother”, który stał się hitem w Wielkiej Brytanii, do którego nagrał wideo oraz który został wykorzystany jako motyw końcowy filmu reżyserii Petera MacDonalda pt. Rambo III.
W 1990 pojawił się w dwuczęściowym odcinku „Nareszcie!” sitcomu pt. Zdrówko – Nareszcie! (Finally!), a w 1998 wraz z Jennifer Warnes zaśpiewał utwór „Show Me The Light”, użyty podczas napisów końcowych filmu animowanego Rudolf czerwononosy renifer oraz piosenkę pt. „Lullabye” do albumu solowego znanego z występów w zespole rockowym – The Smashing Pumpkins, Life Begins Again.
W 2000 występował w zespołach teatralnych w Andy Williams Moon River Theatre w Bransonie stanie Missouri oraz w The Starlite Theatre w Wichita w stanie Kansas. Potem Medley zaczął także koncertować ze swoją córką McKenną i jej 3-butelkowym zespołem. 24 listopada 2013 roku Medley po raz pierwszy zagrał koncert w hali Wembley Arena w Londynie.
24 kwietnia 2014 opublikował swój pamiętnik pt. The Time of My Life: A Righteous Brother's Memoir.

## Życie prywatne
Pierwszą żoną Billa Medleya była Karen O’Grady, którą poznał w 1963 roku w kościele, a w 1964 roku się ożenił oraz ma syna Darrina (ur. 1965). Para rozwiodła się w 1970 roku. W tym samym roku Medley ożenił się z Suzi Robertson, potem z Janice Gorham, jednak oba małżeństwa zostały unieważnione. Spotykał się z m.in.: Darlene Love, Mary Wilson, Connie Francis. Był także bliskim przyjacielem Elvisa Presleya.
W styczniu 1976 roku jego pierwsza żona Karen O’Grady została zgwałcona i zamordowana przez nieznanego sprawcę, w związku z czym Medley postanowił zawiesić karierę muzyczną, by zaopiekować się swoim 10-letnim wówczas synem Darrinem. Morderstwo nie zostało wyjaśnione, a Medley nawet zatrudnił prywatnego detektywa w celu wytropienia sprawcy. 27 stycznia 2017 roku Departament Szeryfa Hrabstwa Los Angeles ogłosił, że śledczy zastosowali kontrowersyjną metodę testowania DNA w celu rozwiązania niewyjaśnionych morderstw oraz ogłosił, że sprawa „została rozwiązana dzięki rodzinnemu DNA, które zidentyfikowało zabójcę”, którym okazał się Kenneth Troyer, zbiegły z więzienia przestępca seksualny, który został zabity przez policję w 1982 roku.
Bill Medley w 1986 roku poślubił swoją obecną żonę Paulę, z którą ma córkę McKennę (ur. 1987), która także jest piosenkarką i zaśpiewała wraz ze swoim ojcem w duecie jego przebój pt. „(I've Had) The Time of My Life” podczas jego jednej z tras koncertowych.

## Dyskografia

### Albumy
| Rok                                                     | Album                       | Najwyższe pozycje na listach | Najwyższe pozycje na listach | Wytwórnia      |
| Rok                                                     | Album                       | US                           | US Country                   | Wytwórnia      |
| ------------------------------------------------------- | --------------------------- | ---------------------------- | ---------------------------- | -------------- |
| 1968                                                    | Bill Medley 100%            | 188                          | –                            | MGM Records    |
| 1969                                                    | Soft and Soulful            | 152                          | —                            | MGM Records    |
| 1970                                                    | Gone                        | –                            | –                            | A&M Records    |
| 1970                                                    | Someone Is Standing Outside | –                            | —                            | A&M Records    |
| 1971                                                    | A Song for You              | –                            | —                            | A&M Records    |
| 1973                                                    | Smile                       | –                            | —                            | A&M Records    |
| 1978                                                    | Lay a Little Lovin' on Me   | –                            | –                            | United Artists |
| 1980                                                    | Sweet Thunder               | –                            | –                            |                |
| 1982                                                    | Right Here and Now          | –                            | –                            | Planet Records |
| 1984                                                    | I Still Do                  | –                            | 58                           | RCA Records    |
| 1985                                                    | Still Hung Up on You        | –                            | —                            | RCA Records    |
| 1988                                                    | The Best of Bill Medley     | –                            | –                            | MCA/Curb       |
| 1993                                                    | Going Home                  | –                            | –                            | Essential      |
| 2007                                                    | Damn Near Righteous         | –                            | –                            |                |
| „–” oznacza, że album nie był notowany na danej liście. |                             |                              |                              |                |

### Single
| Rok                                                      | Tytuł                                                | Najwyższe pozycje na listach | Najwyższe pozycje na listach | Najwyższe pozycje na listach | Najwyższe pozycje na listach | Najwyższe pozycje na listach | Najwyższe pozycje na listach | Najwyższe pozycje na listach | Album                     |
| Rok                                                      | Tytuł                                                | US Country                   | US                           | US AC                        | CAN Country                  | CAN                          | CAN AC                       | UK                           | Album                     |
| -------------------------------------------------------- | ---------------------------------------------------- | ---------------------------- | ---------------------------- | ---------------------------- | ---------------------------- | ---------------------------- | ---------------------------- | ---------------------------- | ------------------------- |
| 1968                                                     | "I Can’t Make It Alone"                              | –                            | 95                           | –                            | –                            | 63                           | –                            | –                            | Bill Medley 100%          |
| 1968                                                     | "Brown Eyed Woman"                                   | –                            | 43                           | –                            | –                            | 36                           | –                            | —                            | Bill Medley 100%          |
| 1968                                                     | "Peace Brother Peace"                                | –                            | 48                           | –                            | –                            | 46                           | –                            | –                            | Soft and Soulful          |
| 1969                                                     | "This Is a Love Song"                                | –                            | 112                          | –                            | –                            | –                            | –                            | –                            | —                         |
| 1979                                                     | "Statue of a Fool"                                   | 91                           | –                            | –                            | –                            | –                            | –                            | –                            | Lay a Little Lovin' on Me |
| 1981                                                     | "Don't Know Much"                                    | –                            | 88                           | 29                           | –                            | –                            | –                            | –                            | Sweet Thunder             |
| 1982                                                     | "Right Here and Now"                                 | –                            | 58                           | 31                           | –                            | –                            | –                            | –                            | Right Here and Now        |
| 1984                                                     | "Til Your Memory's Gone"                             | 28                           | –                            | –                            | 20                           | –                            | –                            | –                            | I Still Do                |
| 1984                                                     | "I Still Do"                                         | 17                           | –                            | 25                           | 22                           | –                            | –                            | —                            | I Still Do                |
| 1984                                                     | "I've Always Got the Heart to Sing the Blues"        | 26                           | –                            | –                            | 41                           | –                            | –                            | —                            | I Still Do                |
| 1985                                                     | "Is There Anything I Can Do"                         | 47                           | –                            | –                            | 46                           | –                            | –                            | –                            | Still Hung Up on You      |
| 1985                                                     | "Women in Love"                                      | 55                           | –                            | –                            | –                            | –                            | –                            | —                            | Still Hung Up on You      |
| 1986                                                     | "Loving on Borrowed Time" (z Gladys Knight)          | –                            | –                            | 16                           | –                            | –                            | –                            | –                            | Cobra (ścieżka dźwiękowa) |
| 1987                                                     | "(I've Had) The Time of My Life" (z Jennifer Warnes) | –                            | 1                            | 1                            | –                            | 1                            | 3                            | 6                            | The Best of Bill Medley   |
| 1988                                                     | "He Ain’t Heavy, He’s My Brother"                    | –                            | –                            | 49                           | –                            | –                            | –                            | 25                           | The Best of Bill Medley   |
| „–” oznacza, że singel nie był notowany na danej liście. |                                                      |                              |                              |                              |                              |                              |                              |                              |                           |

## Nagrody
| Rok  | Kategoria                                          | Tytuł                          | Nagroda     | Nota      |
| ---- | -------------------------------------------------- | ------------------------------ | ----------- | --------- |
| 1972 | Best Arrangement Accompanying Vocalist             | Freedom and Fear               | Grammy 1972 | Nominacja |
| 1988 | Best Pop Performance by a Duo or Group with Vocals | (I've Had) The Time of My Life | Grammy 1988 | Wygrana   |